# Larsen Touré
Larsen Touré (Brest, Francia, 20 de julio de 1984) es un futbolista guineano. Juega de delantero y su actual equipo es el Schiltigheim, del Championnat National 2, la cuarta división del fútbol francés. 

## Selección nacional
Ha sido internacional con la selección de fútbol de Guinea, con la que ha jugado 4 partidos internacionales.

## Clubes
| Club                | País       | Año        |
| ------------------- | ---------- | ---------- |
| Tourcoing           | Francia    | 2003–2004  |
| Lille               | Francia    | 2004–      |
| Gueugnon (préstamo) | Francia    | 2006–2007  |
| Grenoble (préstamo) | Francia    | 2008       |
| Grenoble (préstamo) | Francia    | 2008–2009  |
| Lille OSC           | Francia    | 2009-2010  |
| Stade Brest         | Francia    | 2010-2013  |
| Levski Sofia        | Bulgaria   | 2013-2014  |
| Arles-Avignon       | Francia    | 2014-2015  |
| Ipswich Town        | Inglaterra | 2015- 2016 |
| Schiltigheim        | Francia    | 2019-      |